# Tadeusz Trella
Tadeusz Trella (1885-1940) – entomolog, zasłużony badacz fauny owadów okolic Przemyśla. Urodzony w 1845 roku Żurawicy, zmarły w 1940 roku w Przemyślu.
Tadeusz Trella w wieku 12 lat rozpoczął naukę w c.k. Gimnazjum w Przemyślu, które ukończył maturą 21 czerwca 1905 roku. W 1906 rozpoczął studia na Wydziale Filozoficznym Uniwersytetu we Lwowie. Studiował nauki przyrodnicze m in. u prof. Józefa Nusbauma-Hilarowicza, prof. Kazimierza Kwietniewskiego, dr. Teofila Ciesielskiego. Uczęszczał na wykłady dr. Mariana Raciborskiego, dr. Emila Dunikowskiego i prof. Józefa Siemiradzkiego. Studia ukończył w 1910 roku i po egzaminie zdanym 2 grudnia 1910 roku został kandydatem stanu nauczycielskiego. Pierwszą pracę otrzymał we Lwowie jako egzaminowany zastępca nauczyciela. W latach 1911–1913 uczył historii naturalnej w c.k. VIII Gimnazjum  oraz w I c.k. Szkole Realnej we Lwowie. W 1913 został przeniesiony do c.k. I Gimnazjum w Przemyślu. W roku szkolnym 1920/21 jako profesor gimnazjalny został nauczycielem matematyki i historii naturalnej w gimnazjum polskim na Zasaniu. W kolejnym roku powrócił do pracy w I Gimnazjum, gdzie oprócz pracy nauczycielskiej prowadził szkolny ogród dendrologiczny. Wiele drzew sadzonych jego ręką przetrwało do tej pory przy budynku I Liceum Ogólnokształcącego im. Juliusza Słowackiego w Przemyślu. 30 listopada 1933 po 22 latach pracy został przedwcześnie emerytowany. 
Oprócz pracy nauczycielskiej Tadeusz Trella prowadził intensywną działalność naukową, w latach 1913-1939 badając chrząszcze okolic Przemyśla. Zgromadził bogate zbiory entomologiczne (559 gatunków chrząszczy), opublikował liczne prace w Polskim Piśmie Entomologicznym (18 artykułów z lat 1923-1939). Był członkiem Polskiego Towarzystwa Entomologicznego i współpracownikiem lwowskiego koła sekcji zoologicznej Komisji Fizjograficznej Polskiej Akademii Umiejętności w Krakowie. Od 1914 roku był członkiem Towarzystwa Przyjaciół Nauk w Przemyślu. W 1935 roku został delegatem Państwowej Rady Ochrony Przyrody. W 1936 roku był członkiem czynnym oddziału lwowskiego Polskiego Towarzystwa Przyrodników im. Kopernika. Był jednym z organizatorów rezerwatu wisienki stepowej na Winnej Górze i pomysłodawcą objęcia ochroną rezerwatową naturalnego lasu o powierzchni 25 km², w części o charakterze pierwotnym (pierwoboru) w dolinie Turnicy. 
Zmarł 28 marca 1940 roku w szpitalu, po potrąceniu przez samochód w sowieckiej części miasta. Pochowany na Cmentarzu Głównym przy ulicy Słowackiego (sektor - C, pole  - 20, kwatera - 20a, rząd - 6, grób - 4). 
Zbiory entomologiczne i rękopisy rodzina Trelli przekazała w 1947 roku Muzeum Przyrodniczemu Polskiej Akademii Nauk w Krakowie.